# Aquafresh
Aquafresh är ett varumärke för produkter inom oral hygien såsom tandkräm, munvatten och tandborstar. Varumärket ägs av den brittiska läkemedelsbolaget Glaxo Smith Kline.

## Historik
Aquafresh har sitt ursprung från 1973 när Glaxo Smith Klines ena föregångare Beecham Group lanserade en tandkräm. Den hade två färger, ena var till förhindra nedbrytning av tänder medan den andra var för att förbättra andedräkten. År 1981 introducerade man även en tredje färg för att hålla tandköttet friskt.
År 1996 hade Aquafresh en marknadsandel i USA på 10,4% medan år 2008 hade den sjunkit till 7,1%.
I slutet av 1990-talet fanns varumärket tillgängligt i fler än 120 länder världen över.
I mars 2011 lanserade Glaxo Smith Kline varianten Aquafresh Ultimate och uppskattade att kunna sälja 17 miljoner av den årligen i Europa. Försäljningen blev dock bättre än förväntat och de fick i augusti justera upp försäljningsprognosen till 28 miljoner sålda produkter per år.